# Adrián Beltré
Adrián Beltré Pérez (ur. 7 kwietnia 1979) – dominikański baseballista, który występował na pozycji trzeciobazowego.

## Przebieg kariery

### Los Angeles Dodgers
W lipcu 1994 podpisał kontrakt jako wolny agent z Los Angeles Dodgers i początkowo grał w klubach farmerskich tego zespołu, między innymi w San Antonio Missions, reprezentującym poziom Double-A. W Major League Baseball zadebiutował 24 czerwca 1998 w meczu międzyligowym przeciwko Anaheim Angels, w którym zaliczył RBI double w swoim pierwszym podejściu do odbicia i single'a. Sześć dni później w spotkaniu z Texas Rangers zdobył pierwszego home runa w MLB.
W sezonie 2004 zdobył najwięcej home runów w lidze (48), został wyróżniony spośród trzeciobazowych otrzymując nagrodę Silver Slugger Award, a w głosowaniu do nagrody MVP National League zajął 2. miejsce za Barrym Bondsem z San Francisco Giants.

### Seattle Mariners

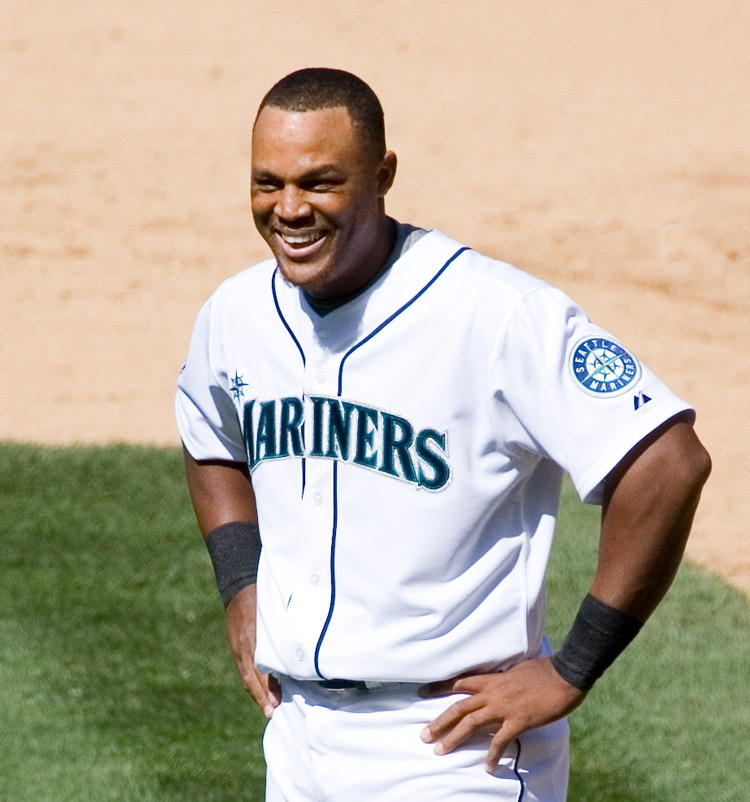
Adrián Beltré jako zawodnik Seattle Mariners.

W grudniu 2004 podpisał jako wolny agent pięcioletni kontrakt wart 65 milionów dolarów ze Seattle Mariners. 23 lipca 2006 w meczu z Boston Red Sox zdobył inside-the-park home runa, pierwszego na stadionie Safeco Field, zaś 1 września 2008 w spotkaniu z Texas Rangers zaliczył cycle jako czwarty baseballista w historii klubu. W 2007 i 2008 otrzymał Złotą Rękawicę.

### Boston Red Sox
W styczniu 2010 podpisał roczną z opcją przedłużenia o rok umowę z Boston Red Sox. W tym samym roku po raz pierwszy wystąpił w Meczu Gwiazd, zaliczył najwięcej double'ów w MLB (49), uzyskał najlepszą średnią w karierze (0,321) i po raz drugi zdobył Silver Slugger Award.

### Texas Rangers
W styczniu 2011 podpisał sześcioletni kontrakt wart 96 milionów dolarów z Texas Rangers. 4 września 2011 w meczu przeciwko Boston Red Sox na Fenway Park zaliczył 2000. uderzenie (single) w MLB. W World Series 2011 zagrał we wszystkich meczach, jednak Rangers przegrali z St. Louis Cardinals 3–4. W tym samym roku po raz trzeci zdobył Złotą Rękawicę i Silver Slugger Award.
22 sierpnia 2012 w spotkaniu z Baltimore Orioles rozegranym na Rangers Ballpark in Arlington, zdobył trzy home runy i został piątym zawodnikiem w historii obok Alberta Pujolsa, George'a Bretta, Reggiego Jacksona i Babe'a Rutha, który dokonał tego zarówno w sezonie zasadniczym jak i w postseason. Dwa dni później w meczu z Minnesota Twins po raz drugi w karierze zaliczył cycle i został drugim obok Joe DiMaggio, który zaliczył cycle i zdobył trzy home runy w jednym tygodniu. W sezonie 2012 po raz czwarty otrzymał Gold Glove, a w głosowaniu do nagrody MVP American League zajął 3. miejsce za Miguelem Cabrerą z Detroit Tigers i Mikiem Troutem z Los Angeles Angels of Anaheim. W lipcu 2013 uzyskał średnią 0,369, zdobył 9 home runów, zaliczył 19 RBI i został wybrany najlepszym graczem miesiąca w American League.
24 czerwca 2014 w meczu z Detroit Tigers zaliczył 2500. uderzenie w MLB; w całym spotkaniu zaliczył 4 odbicia na 4 podejścia. 18 września 2014 w spotkaniu z Oakland Athletics zaliczył 2591. odbicie i został liderem w klasyfikacji wszech czasów spośród dominikańskich baseballistów. 3 sierpnia 2015 w meczu przeciwko Houston Astros wyrównał rekord MLB, zaliczając trzecie w karierze cycle.
30 lipca 2017 w spotkaniu z Baltimore Orioles został 31. baseballistą w historii MLB, który osiągnął pułap 3000 uderzeń. 20 listopada 2018 ogłosił zakończenie zawodniczej kariery. 8 czerwca 2019 numer 29, z którym występował, został zastrzeżony przez klub Texas Rangers.

## Nagrody i wyróżnienia
| Nagroda/wyróżnienie            | Lata                         | Źródło |
| 4× All-Star                    | 2010, 2011, 2012, 2014       | [ 1 ]  |
| 5× Gold Glove Award            | 2007, 2008, 2011, 2012, 2016 | [ 1 ]  |
| 4× Silver Slugger Award        | 2004, 2010, 2011, 2014       | [ 1 ]  |
| # 29 zastrzeżony przez Rangers | 2019                         | [ 19 ] |